# Смута в Кокандском ханстве
Междоусобная борьба в Кокандском ханстве — серия внутренних конфликтов на землях Кокандского государства после агрессии эмира Насруллы в 1842 году за власть между кочевой и оседло-земледельческой знатью, прекратившаяся только с покорением Коканда Российской империей. Вся поздняя история государства Ферганской долины заключается, главным образом, в кровавой борьбе оседлого населения и кипчак-киргизов. Осёдло-земледельческая аристократия представляла, главным образом, оседлое население: узбеков и таджиков), а кочевая — ферганских кипчаков и киргизов.
Кокандские хроники, освещая последний период истории Кокандского ханства (1842 — 1876), дают необычайно широкую и многогранную картину его развития. Они показывают, что во внутренней политике этого периода главной проблемой была борьба ферганских кочевников и оседло-земледельческой верхушки за власть. Борьба шла с переменным успехом, отличаясь необычным упорством и динамизмом, и не прекращалась вплоть до конца существования ханства. С 1844 по 1876 года (32 года) власть в Коканде переходила из рук в руки 18 раз. Постепенно в неё были вовлечены соседние государства, сначала Бухарский эмират, потом – Российская империя.
Ход этой борьбы показал, что оседлая партия не способна была её выиграть, даже опираясь на внешнюю поддержку, сначала – бухарцев, потом – русских властей. С другой стороны, кочевая партия также не могла выполнить поставленные перед ней задачи.

## Война с Бухарой
В первой половине XIX века Кокандское ханство достигло своего наивысшего расцвета. Если в начале Кокандское ханство было раздроблено на ряд уделов, то при Алим-хане и Умар-хане оно укрепилось и расширилось за счёт вошедших в его состав соседних территорий.
Несмотря на то, что в последние годы правления Мухаммада Алихана политическое влияние государства в Средней Азии заметно усилилось, внутри страны положение было крайне сложным. Мадали, отстранив от участия в управлении государством самых авторитетных людей (ферганских ходжей, в большинстве своём), открыл путь для своих невежественных дел и привёл государство к гибели. 
После того, как были изгнаны, казнены или отстранены от должностей влиятельные люди, Мухаммад Али начал править государством самовольно. Этим воспользовалась недовольная партия, обратившаяся к бухарскому эмиру Насрулле с просьбой помочь навести порядок и  освободить страну от преступного хана — якобы Мадали-хан женился на мачехе, что, по шариату, представляет собою великое преступление.
Воспользовавшись внутренними противоречиями, Насрулла начал против него войну, а в мае 1842 г. занял столицу, город Коканд, а ханство было обращено в бухарскую провинцию. Захватив Коканд, эмир организовал кровавую бойню, в которой были истреблены многие из аристократической знати — фактически, опоры централизованной власти. Убит был и сам Мадали-хан, вместе с братьями и двумя сыновьями (чтобы оправдать свой поступок, Насрулла велел распустить слух, что хан женился на своей матери и что именно за это он подверг его казни).
Кокандцы, избравшие ханом скрывавшегося у таласских киргизов двоюродного брата Омар-хана, Шир-Али, вскоре изгнали бухарские войска из города. Попытка эмира вернуть Коканд закончилась неудачей.

## Возвышение Мусульманкула
Шерали, носивший прозвище «туповатый», оказался правителем добрым и кротким, но при нём усилилась вражда между кочевниками-тюрками и оседлыми населением, которая существовала исстари и уже раньше нередко приводила к столкновениям.
Во время войны с Бухарой выдвинулся кулан-кипчак Мусульман-кул, сделавшийся после убийства мингбаши Нузуп-бия всевластным временщиком. Выражая интересы части кипчакской знати, желавшей политического доминирования, и руководствуясь собственными амбициями, он стремился к единоличному правлению в Кокандском ханстве и на короткий срок достиг своей цели: при Шерали он имел большое влияние на правителя, а несовершеннолетний сын последнего, Худаяр, стал марионеткой в руках Мусулманкула, занявшего ключевой пост мингбаши и ставшего аталыком (регентом) и фактическим правителем ханства.
Кипчаки, придя к власти, начали истреблять виднейших представителей духовенства (улемов, шейхов, сейидов) и светскую знать - эмиров. Были казнены шейхульислам Намангана Закир-ходжа, мударрис соборной мечети Хальфа Сафо, Домулла Халмухаммад-раис, Домулла Ходжам-кули алам, Сулейман-ходжа — сын шейхулислама и Мавлави Ахмад Кашшак Андижани и' др. В борьбе против кипчакской аристократии активно было и кокандское духовенство, так как среди казненных Мусульманкулом находились и крупнейшие муллы и шейхи.
Мусульман-куль раздал все видные должности кипчакам, которые начали хозяйничать в стране, притесняя оседлое население. Для оседлого населения видеть себя во власти «необразованных» кочевников было сильнейшим унижением. Воспользовавшись пребыванием Мусульман-куля в Оше, занятого подавлением там восстания, алайцы призвали на ханство Мурад-бека, сына Алимхана, и убили Шерали (1845). Мусульманкул со своими кипчаками поспешил в Коканд, убил Мурад-хана, процарствовавшего лишь 11 дней, и возвёл на престол 16-летнего Худояра, младшего из 5 сыновей Шерали.
Правление Мусулманкула характеризовалось засильем кипчаков во всех сферах жизни Кокандского ханства. Автор труда «Тарих-и джаханнама-йи» (всемирная история) Аваз Мухаммад «Аттар» Хуканди отмечает, что Мусульманкул и кипчакская элита поделили между собой всю страну. Кипчаки со своими семьями пришли в Коканд, и, изгнав горожан, завладели их имуществом. В сельской местности, получив лучшие земли в ханстве и отобрав их у прежних владельцев, кипчаки узурпировали и право на воду. По словам В. П. Наливкина, «арыки сделались частной собственностью кипчаков; имея надобность оросить своё поле, сарт получал воду только тогда, когда уплачивал некоторую дань тому кипчаку, который объявил себя хозяином (джуйдар) данного арыка».
Мирза Алим Ташканди в своём труде «Ансаб ус-салатин ва таварих ул-хавакин» указывал, что не все кипчакские вожди разделяли амбициозные устремления Мусульман-Кула и под давлением некоторых своих знатных соплеменников он был смещён с должности мингбаши, после чего отдалён от столицы назначением наместника Чуста. Однако, всевластный аталык не смирился с таким ходом событий, и, опираясь на верных себе людей, принудил восстановить в должности мингбаши и вернуть себе главенствующее положение в ханстве (1849).

## Борьба с кипчаками
Засилье кипчаков вызвало, естественно, протест оседлого населения ханства, среди которого всё больше усиливались антикипчакские настроения. Среди земледельческой и городской знати ханства постепенно формировалась сила, крайне недовольная властью кипчакской верхушки, опираясь на которую Худаяр выступил как глава государства. Этому во многом способствовало и серьёзное поражение группы Мусульманкула в Ташкенте, где местной феодальной знати не был нанесён такой тяжёлый удар кипчаками, как в Коканде.
Тяготясь опекой Мусульман-куля, Худояр-хан стал опорой оседлой феодально-клерикальная знати, а после победы у местечка Балыклама (или Билкылама) вблизи селения Балыкчи (около Намангана) сверг и казнил его (1852), после чего организовал настоящий разгром кипчаков. Во все кипчакские поселения были посланы отряды войск, и приближённые хана, разделив на участки всё ханство, старательно истребляли каждый в своём участке поголовно всех мужчин-кипчаков. В «Туркестанском сборнике» сообщается, что за три месяца было убито около 20 тысяч кипчаков. Освободившись от кипчаков, Худаяр-хан окружил себя сартами, которых и назначил беками в различные города.
В последующие годы Малла-хан, Шахмурад-хан, Султан Саид-хан, Насриддин-хан и другие претенденты опирались в основном на кочевую знать, в руках которой сами иногда становились политическими марионетками. 
В этой междоусобной борьбе за власть часто претенденты брали верх, в результате чего, как известно, Худаяр-хан трижды вынужден был уступить трон своим ближайшим родственникам. Это говорит, о том, что борьба за власть в Кокандском ханстве носила ожесточённый и непримиримый характер. Таким образом, борьба за власть между ханом и членами ханской династии, удельными правителями, представителями высших сословий всё более обострялась, частыми были столкновения между оседлым и кочевым населением; против ханской деспотии выступали народы Средней Азии.

## Последующая смута
Худояр жестко собирал налоги. Беззаконные тяжкие поборы опять сделались административной системой. И не только кочевники подверглись угнетению, но и на оседлое население хан наложил лишения: он учредил откуп на базарные лавки, установил непомерные налоги со съестных припасов, со всякого имущества, даже с колючки, собираемой для топлива.
Невыносимые поборы Худояр-хана содействовали усилению кипчакской партии. После событий 1853 года кипчаки были обескровлены и несколько лет в ханстве существовало относительное затишье, нарушенное выступлением против Худаяр-хана кипчаков и кара-киргизов во главе с Малла-ханом (1858).
Армии двух враждующих братьев встретились при Саманчи. Худояр был разбит и бежал в Бухару, а Молля-хан был объявлен кокандским ханом. Стремясь усилить свою личную власть, Малла-хан правил жестко и проводил репрессивную политику, что привело к появлению оппозиции, члены которой устроили дворцовый переворот и убили хана на четвёртом году его правления, а на трон Коканда возвели сына Сарымсака, 15-летнего Шахмурада, аталыком при нём стал кыргыз-кипчак Алимкул.
Вскоре, однако, жители кокандского Ташкента вспомнили своего прежнего правителя Худаяра и призвали его из Бухары на престол. В этот раз удача сопутствовала ему — он разбивает вражеское войско, овладевает Кокандом, а Шахмурада увозят по его приказанию в Ташкент и убивают. Через некоторое время Алимкул выступил против Худояра, и 9 июля 1863 года объявил кокандским ханом спасённого им сына Малла-хана — Султана Сайида, тут же начав решительные действия. Последний вновь вынужден был бежать в Бухару. Наступило время для Алим-кула (Аликули) быть полновластным правителем всего Коканда.
Когда же Алим-куль погиб под Ташкентом (1865), бухарский эмир Музаффар явился с войском в Коканд, посадил Худояра беком, но на возвратном пути был разбит русскими войсками под Ирджаром, последовавшее же затем занятие Ура-Тюбе и Джизака отрезало Кокандское ханство от Бухары, а непрекращающиеся смуты лишь облегчали утверждение русской власти в той части Туркестана, которая входила в состав Коканда.

## Кокандское восстание
Даже после того, как Россия захватила часть территории ханства и было заключено русско-кокандское соглашение 1868 года, Худаяр-хан не только не умерил жестокости в управлении, а напротив, воспользовался своим новым положением для своих деспотических целей. Покровительство русских служило ему охраной от постоянных притязаний, и с другой стороны — одним из средств запугивания своих подданных. Такая жестокость и несправедливость побудили к восстанию в 1873 году. Поводом к волнению был увеличенный против обычного размера закятный сбор. Восстание приняло более широкий размах, и даже оседлые подданные хана стали переходить на сторону восстания. Последнюю мысль подтверждают и местные источники. Помещённые в «Туркестанском сборнике» материалы свидетельствуют о том, что восстание дало новый импульс борьбе за власть в Кокандском ханстве. Стремясь на волне народного гнева завладеть троном, претенденты из числа ханской фамилии, по собственной инициативе, или же заручившись поддержкой некоторых руководителей восстания, стали предъявлять права на престол.
Под натиском повстанцев Худаяр-хан в июле 1875 года был вынужден бежать из Коканда. При поддержке перешедшего на сторону восставших Абдурахман-автобачи был объявлен ханом старший сын Худаяр-хана — Насриддин. Однако его правление длилась недолго: после заключения в сентябре 1875 года мирного соглашения с генералом Кауфманом, предусматривавшего передачу Российской империи северной части Ферганской долины как Наманганского уезда (теперешней Наманганской области), он был свергнут повстанцами и вслед за отцом бежал в Ташкент. Наконец, наступил черёд самопровозглашённого Пулат-хана. Однако царские войска подавили восстание, лже-Пулат-хан был казнён, само Кокандское ханство упразднено, а его территория — включена в состав Туркестанского генерал-губернаторства. Таким образом, продолжительная борьба за власть в Кокандском ханстве завершилась в конечном итоге ликвидацией этого государства и переходом его территории под юрисдикцию «Белого царя».